# Monte del Cibao
Monte del Cibao (en francés: Morne du Cibao) es un monte que se levanta dentro de las montañas del Cibao (montagnes du Cibao) ubicado en la parte sur de la cadena montañosa llamada chaîne de la Selle en el sureste de la República de Haití. 
El Monte del Cibao es el tercer pico más alto en Haití, con sus 2.280 metros sobre el nivel del mar (después de Pico la Selle y del Pico de Macaya). A pesar de lo que pudiera indicar su nombre, el término Cibao proviene del idioma Taino (Ciba-o, "lugar donde hay muchas piedras"), que no tiene ningún vínculo geográfico con la región del Cibao ubicada en la parte norte de la República Dominicana.